# Щит, Ян
Ян Феликс Щит-Немирович, Ян Феликс Щит, Ян Феликс Немирович-Щит (пол. Jan Feliks Szczytt; 21 февраля 1789—1866) — российский католический деятель. Апостольский администратор Могилёвской митрополии при архиепископе Каспере Цецишовском.

## Биография
Родился в имении Тобольки около Витебска (совр. Белоруссия). Происходил из литовской дворянской семьи Щитов-Немировичей герба «Ястржембец». Младший сын камергера королевского Феликса Щита-Немировича (1764—1793). Внук писаря скарбового литовского Юстиниана Щита-Немировича (1740—1824). Братья — Михаил (1786—1824), подкоморий дрисинский, затем иезуит, и Юзеф (1787—1861), владелец Тоболек.
Обучался в Папской академии в Риме, 23 сентября 1820 года был рукоположен в священники, в 1822 году получил степень доктора теологии. Затем вернулся в Россию, служил асессором Санкт-Петербургской духовной коллегии. Российские власти дважды предлагали его кандидатуру на пост викарного епископа Могилёвской митрополии, но Святой Престол не утвердил его кандидатуру. В 1829 году после смерти епископа Иосифа Грабовского он стал апостольским администратором митрополии при престарелом епископе Каспере Цецишовском, который жил в своём имении в Луцке и был главой митрополии лишь формально.
Шчитт решительно защищал права католиков Российской империи, в том числе греко-католиков, что вызвало недовольство правительства. В 1833 году Шчитт был снят с поста администратора и отправлен в Одессу, где служил настоятелем приходского храма. Затем служил в Саратове. С 1857 вышел в отставку и проживал в родовом имении, где и скончался в 1866 году.